# Tumelo Makae
Tumelo Makae, né le 24 août 1996, est un coureur cycliste lésothien. Il participe à des compétitions en VTT et sur route.

## Biographie
Multiple champion national de VTT, Tumelo Makae représente régulièrement son pays lors de grands événements internationaux,. Il est notamment devenu vice-champion d'Afrique de cross-country en 2017 dans la catégorie espoirs (moins de 23 ans). 

## Palmarès et résultats

### Palmarès sur route
- 2022
  - 3e du championnat du Lesotho sur route
- 2023
  - 2e du championnat du Lesotho sur route

### Classements mondiaux
| Année                                 | 2022  | 2023  |
| ------------------------------------- | ----- | ----- |
| Classement mondial                    | 1569e | 1445e |
| UCI Africa Tour                       | 87e   | 83e   |
|                                       |       |       |
| Légende : nc = non classéSource : UCI |       |       |

### Palmarès en VTT

#### Championnats d'Afrique
- Bel Ombre 2017
  -  Médaillé d'argent du cross-country espoirs

#### Championnats nationaux
| - 2014 - 3e du championnat du Lesotho de cross-country juniors - 2016 - 2e du championnat du Lesotho de cross-country - 2017 - Champion du Lesotho de cross-country - 2e du championnat du Lesotho de cross-country marathon - 2018 - Champion du Lesotho de cross-country | - 2019 - Champion du Lesotho de cross-country - 2020 - Champion du Lesotho de cross-country - 2022 - Champion du Lesotho de cross-country - 2023 - Champion du Lesotho de cross-country - Champion du Lesotho de cross-country short track |  |